# Adromischus sphenophyllus
Adromischus sphenophyllus là một loài thực vật có hoa trong họ Crassulaceae. Loài này được C.A.Sm. miêu tả khoa học đầu tiên năm 1939.